# Guerre russo-suédoise (1656-1658)
Pour les articles homonymes, voir Guerre russo-suédoise.
Première guerre du Nord
La guerre russo-suédoise de 1656-1658 s’inscrit dans la première guerre du Nord et met aux prises la Russie et la Suède. Elle se déroule après la signature du traité de Vilna, mettant trêve à la guerre russo-polonaise (1654-1667). Malgré des succès initiaux, le tsar Alexis de Russie ne parvient pas à atteindre son principal objectif : la revision du traité de Stolbovo, qui a dépouillé la Russie de la côte baltique à l’issue de la guerre d’Ingrie.

## Contexte
Lorsque Charles X de Suède envahit la Pologne, s’empare de Varsovie et revendique les conquêtes russes autour du Grand-duché de Lituanie, Afanassi Ordine-Nachtchokine (qui est à la tête de la diplomatie russe) décide qu’il est opportun de suspendre les hostilités avec une République des Deux Nations affaiblie et d’attaquer l’Empire suédois à la place. À cette fin, il négocie et conclut une trêve avec la Pologne durant l’été 1656 (voir Traité de Vilnius). Cette manœuvre rend furieux un des principaux alliés de la Russie, le hetman ukrainien Bohdan Khmelnytsky, qui entretient de bonnes relations avec la Suède et est en guerre avant tout contre la Pologne.

## Campagnes
En juillet, une force de reserve de l’armée russe frappe l’Ingrie, qui appartient à la Suède, et s’empare de deux forteresses clés: Nöteborg et Nyen. Un autre détachement avance sur Dorpat, qui tombe en octobre. L’armée principale marche le long de la Dvina occidentale vers Riga, se rendant mâitre au passage de Daugavpils et Koknese. Avant la fin du mois d’août, la capitale de la Livonie, Riga, est assiégée.
Comme la Russie ne possède pas de flotte à proprement parler pour intercepter les renforts suédois arrivant de la mer Baltique, Riga parvient à resister jusqu’au mois d’octobre, quand des officiers étrangers commandant une flottille russe passent à l’ennemi, obligeant les Russes à lever le siège. Après ce revers, les Suédois reprennent une grande partie de l’Ingrie, le monastère des Grottes de Pskov et infligent une lourde défaite au général russe Matveï Cheremetiev (ru) à Valga en 1657.

## Conclusion
Avant la fin de l’année 1658, le Danemark est mis hors course par le traité de Roskilde et les Cosaques ukrainiens, sous l’impulsion du successeur de Khmelnytskyi, Ivan Vyhovsky, rallient le camp des Polonais, changeant ainsi la donne sur l’échiquier international et forçant le tsar à reprendre la guerre contre la Pologne le plus rapidement possible. Vu les circonstances, la Russie est contrainte de mettre un terme à son aventure suédoise. Le 20 décembre, Afanassi Ordine-Nachtchokine négocie le traité de Valiesar avec la Suède, en vertu duquel la Russie est autorisée à garder les territoires conquis en Lettonie et Estonie actuelles — Koknese, Aluksne, Dorpat, Nyslott — pour une durée de trois ans.
À la fin de l’échéance, la situation militaire de la Russie en Pologne s’est tellement dégradée que le tsar ne peut se permettre de s’engager dans un nouveau conflit contre la puissante Suède. Ses boyards n’ont d’autre choix que de signer en 1661 le traité de Kardis (Kärde), qui oblige la Russie à céder la Livonie et l’Ingrie à la Suède, confirmant par là même les conditions du traité de Stolbovo. Cet arrangement est respecté jusqu’au déclenchement de la Grande guerre du Nord en 1700.

## Articles annexes
- Guerre russo-suédoise